# Молодий Адам (фільм)
«Молодий Адам» (англ. Young Adam) — британський еротичний драматичний фільм 2003 року сценариста і режисера Девіда Маккензі. Екранізація однойменного роману шотландського письменника Александера Троккі. Головні ролі зіграли Юен Мак-Грегор, Тільда Свінтон, Пітер Маллан, Емілі Мортімер та Еван Стюарт. 

## Сюжет
Дії у фільмі відбуваються у 50-ті роки в Шотландії. В центрі історії на осуд глядачів поставлений Джо Тейлор (актор Юен Мак-Грегор), молодий «письменник-невдаха», який працює на баржі Леса Голта (актор Пітер Маллан). Молодий Джо стає коханцем дружини Леса — Елли (актриса Тільда Свінтон). Одного разу, під час одного із звичайних робочих днів Джо виловлює із води труп невідомої дівчини — Кеті Дімлі (актриса Емілі Мортімер), яка була раніше коханкою Джо і чекала від нього дитину. Наступні події фільму показують смерть дівчини як нещасний випадок, та попри це відбувається суд, і засуджують до страти через повішення нівчому не винного Даніеля Гордона (актор Еван Стюарт). Джо пише листа до судді, та не вказує у ньому свого імені, тому на цей лист і не звертають увагу.
Фільм включає численні відверті еротичні сцени які балансують на межі із жорстокістю.

## У ролях
- Юен Мак-Грегор — Джо Тейлор
- Тільда Свінтон — Елла Голт
- Пітер Маллан — Лес Голт
- Емілі Мортімер — Кеті Дімлі
- Еван Стюарт — Даніель Гордон
- Рорі Макканн — Сем

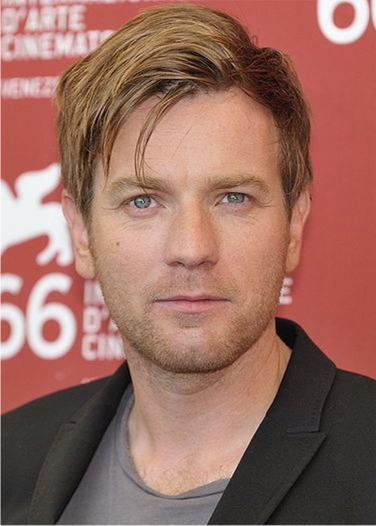
Юен Мак-Грегор, у ролі Джо Тейлора.
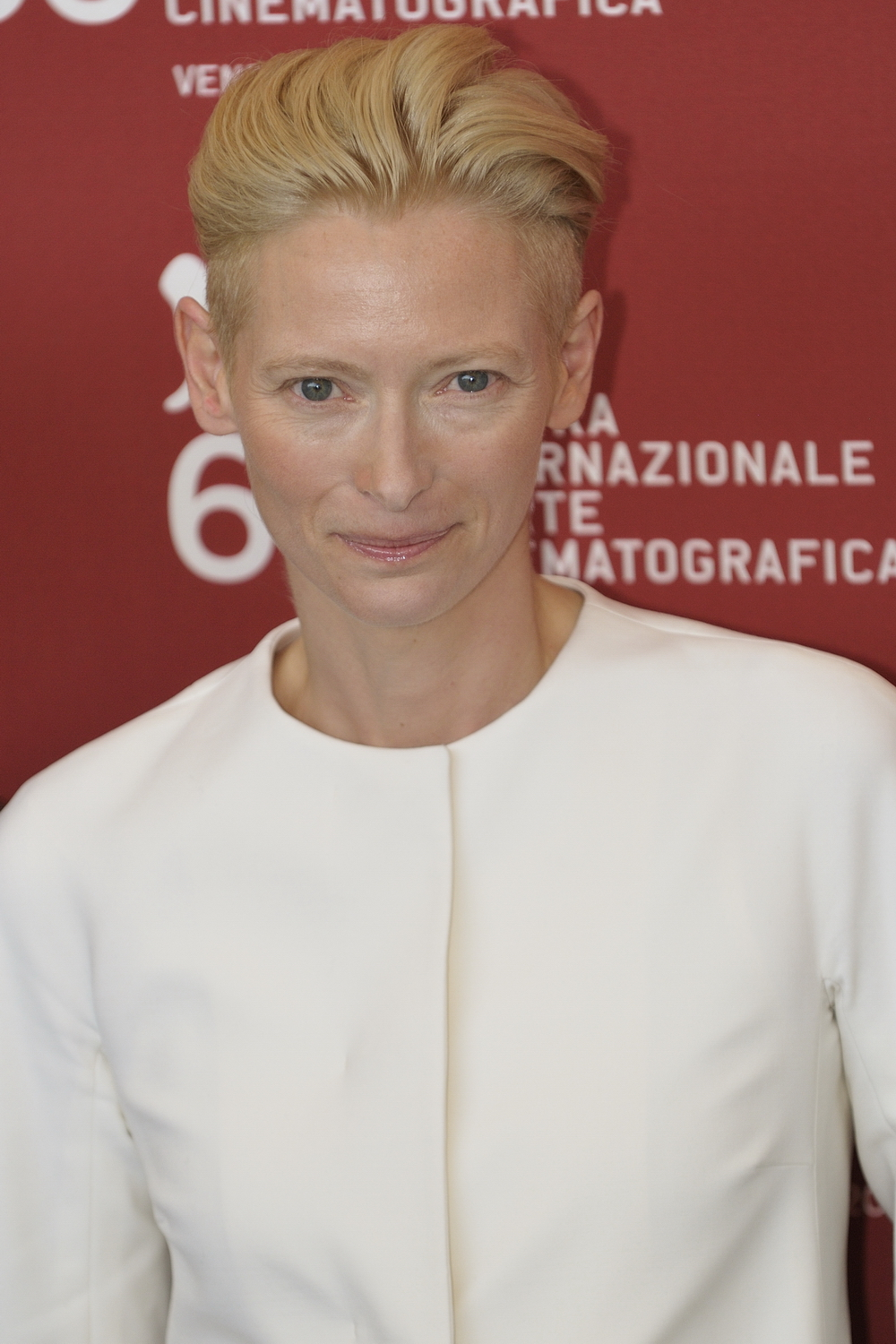
Тільда Свінтон, у ролі Елли Голт.
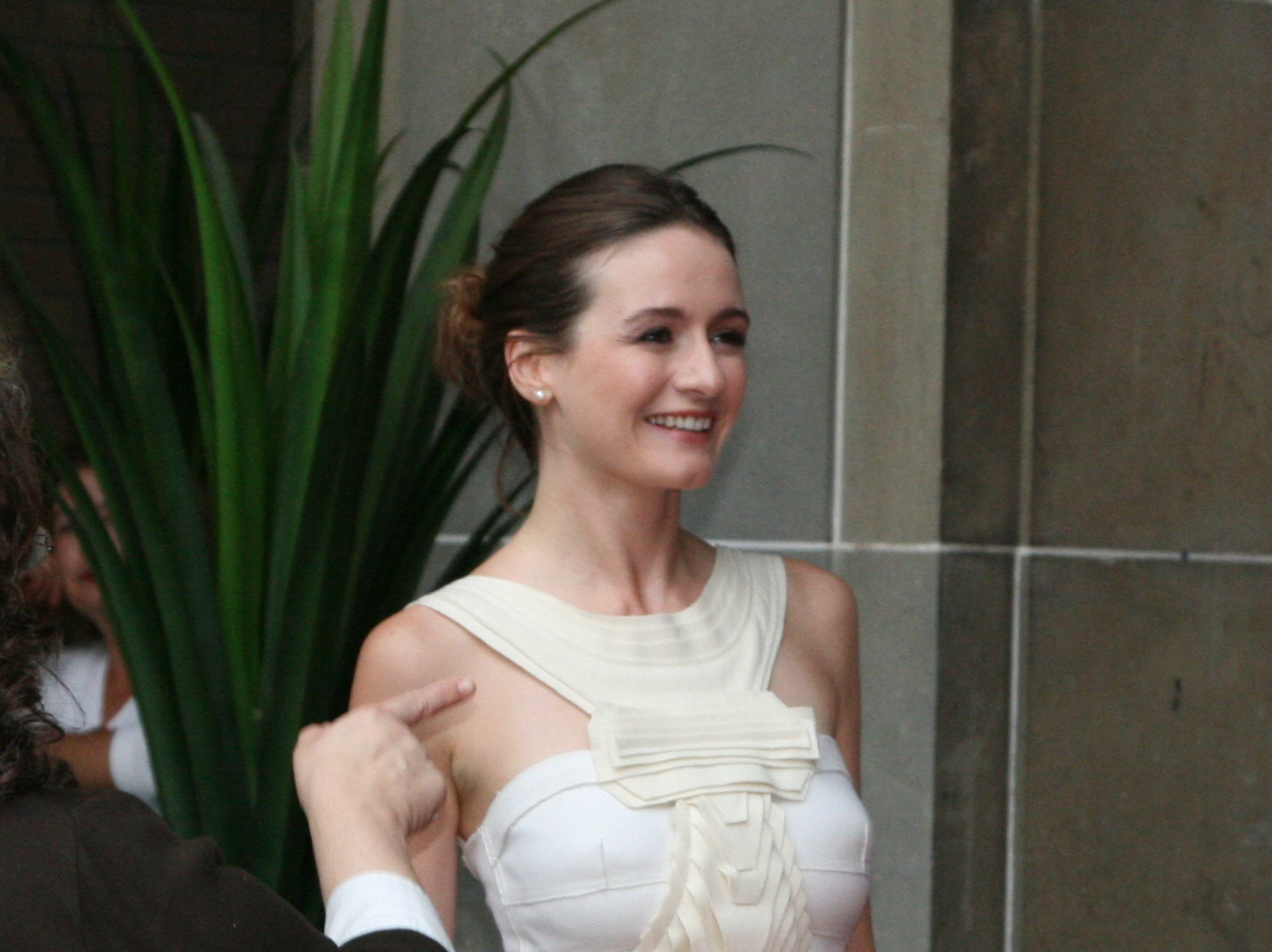
Емілі Мортімер, у ролі Кеті Дімлі.